# Ньюман, Алиша
Алиша Ньюман (англ. Alysha Newman; род. 29 июня 1994, Лондон, Онтарио) — канадская легкоатлетка, специализирующаяся в прыжках с шестом. Чемпионка Игр Содружества 2018 года. Пятикратная чемпионка Канады (2016—2019, 2022). Участница Олимпийских игр 2016 и 2020 годов, бронзовый призёр Олимпиады 2024 года. Обладательница национального рекорда Канады в прыжках с шестом — 4,85 м (2024).

## Биография
Родилась 29 июня 1994 года в Лондоне, провинция Онтарио, Канада. До 13 лет занималась спортивной гимнастикой. Получив травму поясничного позвонка, Алиша провела год вне спорта, после чего перешла в лёгкую атлетику.
В 2013 году поступила в Университет Восточного Мичигана. Впоследствии была переведена в Университет Майами вслед за своим тренером Джерелом Лэнгли. Ньюман окончила университет в 2016 году.
Дебютировала на международной арене в 2012 году, заняв 25 место в квалификации на чемпионате мира среди юниоров.
Первыми успехами на крупных соревнованиях стала бронзовая медаль на чемпионате Канады и победа на Панамериканских играх среди юниоров 2013 года. В дальнейшем в 2016—2019 годах она четырежды выигрывала национальный чемпионат.
В 2014 году завоевала бронзовую медаль на Играх Содружества, а в 2018 году победила на них.
В 2016 году впервые в карьере выступила на Олимпийских играх. С результатом 4,45 м заняла 17 место в квалификации, не попав в финальную часть соревнований. На Олимпийских играх 2020 в Токио также не прошла квалификацию.
В 2019 году на этапе Бриллиантовой лиги Meeting de Paris установила новый национальный рекорд — 4,82 м.

## Основные результаты
| Год  | Соревнования                       | Место проведения          | Место    | Результат |
| ---- | ---------------------------------- | ------------------------- | -------- | --------- |
| 2012 | Чемпионат мира среди юниоров       | Барселона, Испания        | 25 (кв.) | 3,65 м    |
| 2013 | Панамериканские игры среди юниоров | Медельин, Колумбия        | 1        | 4,40 м    |
| 2013 | Франкофонские игры                 | Ницца, Франция            | 5        | 4,10 м    |
| 2014 | Игры Содружества                   | Глазго, Шотландия         | 3        | 3,80 м    |
| 2016 | Олимпийские игры                   | Рио-де-Жанейро, Бразилия  | 17 (кв.) | 4,45 м    |
| 2017 | Чемпионат мира                     | Лондон, Великобритания    | 7        | 4,65 м    |
| 2018 | Чемпионат мира в помещении         | Бирмингем, Великобритания | 6        | 4,70 м    |
| 2018 | Игры Содружества                   | Голд-Кост, Австралия      | 1        | 4,75 м    |
| 2019 | Панамериканские игры               | Лима, Перу                | 3        | 4,55 м    |
| 2019 | Чемпионат мира                     | Доха, Катар               | 5        | 4,80 м    |
| 2021 | Летние Олимпийские игры            | Токио, Япония             | 28 (кв.) | NM        |
| 2022 | Чемпионат мира                     | Юджин, США                | 16 (кв.) | 4,35 м    |
| 2022 | Игры Содружества                   | Бирмингем, Великобритания | 6        | 4,25 м    |
| 2023 | Чемпионат мира                     | Будапешт, Венгрия         | 18 (кв.) | 4,50 м    |
| 2024 | Чемпионат мира в помещении         | Глазго, Шотландия         | DNS      | DNS       |
| 2024 | Летние Олимпийские игры            | Париж, Франция            | 3        | 4,85 м    |